# Rhipicephalus pusillus
Rhipicephalus pusillus är en fästingart som beskrevs av Gil Collado 1936. Rhipicephalus pusillus ingår i släktet Rhipicephalus och familjen hårda fästingar.
Artens utbredningsområde är Portugal. Inga underarter finns listade i Catalogue of Life.